# Rodolfo Bianchi
Rodolfo Bianchi (Roma, 1º settembre 1952) è un attore, doppiatore, direttore del doppiaggio e dialoghista italiano.
Attore televisivo particolarmente attivo come doppiatore, ha anche ottenuto il premio per la miglior direzione del doppiaggio al Gran Premio Internazionale del Doppiaggio per le pellicole The Departed - Il bene e il male, Shutter Island, The Wolf of Wall Street e The Hateful Eight. 

## Biografia
Negli anni sessanta ha recitato nel film per la televisione Vita col padre e con la madre, al fianco di Paolo Stoppa e Rina Morelli, e in altri romanzi sceneggiati, per poi recitare ancora per la televisione nei decenni successivi in numerose occasioni. Nel 1976 fu tra i protagonisti del film di guerra Una vita venduta, tratto da Leonardo Sciascia. Per il cinema ha doppiato, fra gli altri, attori come Stellan Skarsgård, Gérard Depardieu, Tchéky Karyo, Brendan Gleeson, Terry O'Quinn nei suoi ruoli televisivi, Chuck Norris e, a partire dalla morte di Oreste Rizzini, è divenuto il doppiatore ricorrente di Michael Douglas (stessa cosa con Mel Gibson a partire dalla morte di Claudio Sorrentino e con Anthony Hopkins e Tommy Lee Jones in seguito alla morte di Dario Penne e talvolta Al Pacino). Ha doppiato tre differenti attori nel ruolo di Adolf Hitler: Bruno Ganz e David Bamber nei drammatici La caduta - Gli ultimi giorni di Hitler e Operazione Valchiria e Helge Schneider nel comico Mein Führer - La veramente vera verità su Adolf Hitler.
Nel 1992 diviene il doppiatore del personaggio di Koichi Zenigata negli anime di Lupin III. Nel 2015 ha vinto il Leggio d'oro per la direzione del doppiaggio del film Youth - La giovinezza. È voce di numerosi trailer cinematografici.

## Filmografia

### Cinema
- Una vita venduta, regia di Aldo Florio (1976)
- Rolf, regia di Mario Siciliano (1983)
- Sette giorni - documentario, regia di Giovanni Chironi e Ketty Riga (2010)

### Televisione
- Vita col padre e con la madre - miniserie TV, regia di Daniele D'Anza (1960)
- Racconti dell'Italia di ieri - serie TV, episodio Il maestro dei ragazzi, regia di Edmo Fenoglio (1961)
- Più rosa che giallo - serie TV, episodio Il secondo nodo scorsoio, regia di Alberto Bonucci (1962)
- Delitto e castigo, regia di Anton Giulio Majano - film TV (1963)
- Vivere insieme - serie TV, episodio La casalinga, regia di Gian Vittorio Baldi (1963)
- Le avventure della squadra di stoppa - miniserie TV, regia di Alda Grimaldi (1964)
- I miserabili - miniserie TV, regia di Sandro Bolchi (1964)
- Il giornalino di Gian Burrasca - serie TV, puntata I razzi nel caminetto, regia di Lina Wertmüller (1965)
- Scaramouche - miniserie TV, regia di Daniele D'Anza (1965)
- Marcovaldo - miniserie TV, regia di Giuseppe Bennati (1970)
- Qui squadra mobile - serie TV, episodi La polizia non deve essere avvertita e Omissione di soccorso, regia di Anton Giulio Majano (1976)
- Processo a Maria Tarnowska - miniserie TV, regia di Giuseppe Fina (1977)
- Gelosia - miniserie TV, regia di Leonardo Cortese (1980)
- Gioco di morte - film TV, regia di Enzo Tarquini (1980)
- Cinque storie inquietanti - miniserie TV, regia di Carlo di Carlo (1986)
- Amico mio - miniserie TV, regia di Paolo Poeti (1998)
- Una donna per amico - sceneggiato TV, regia di Rossella Izzo (1999)
- Sospetti 2 - miniserie TV, regia di Luigi Perelli (1998)
- Amanti e segreti - miniserie TV, regia di Gianni Lepre (2004)
- Sospetti 3 - miniserie TV, regia di Luigi Perelli (2005)
- Il giudice Mastrangelo - serie TV, episodio La settimana santa, regia di Enrico Oldoini (2007)
- Storyboard - miniserie TV documentario (2008)
- In Treatment, serie TV, registi vari (2013-2017)
- Madre, aiutami - serie TV, regia di Gianni Lepre (2014)

#### Prosa televisiva Rai
- L'incorruttibile di Hugo von Hofmannsthal, regia di Enrico Colosimo, trasmessa il 9 marzo 1962.
- La facciata, regia di Giuliana Berlinguer, trasmessa il 4 agosto 1964.
- La buona speranza, regia di Alessandro Brissoni, trasmessa il 9 febbraio 1969.

## Radio
- Xabaras in Dylan Dog, regia di Armando Traverso (sceneggiato di Rai Radio 2, 2002)
- Ispettore Garland in Blade Runner, cacciatore d'androidi, regia di Armando Traverso (sceneggiato di Rai Radio 2, 2003)
- Kit Carson in Tex - Mefisto, regia di Armando Traverso (sceneggiato di Rai Radio 2, 2012)

## Doppiaggio

### Film
- Gérard Depardieu ne L'agente segreto, Hamlet, 36 Quai des Orfèvres, I tempi che cambiano, Per sesso o per amore?, La Vie en rose, Nemico pubblico N. 1 - L'istinto di morte, Nemico pubblico N. 1 - L'ora della fuga, Disco, Mammuth, Welcome to New York, Bonne pomme - Nessuno è perfetto, L'amore secondo Isabelle, Sogno di una notte di mezza età, Qualcosa di meraviglioso, La Tête en friche - La testa tra le nuvole, Il peggior lavoro della mia vita, Maigret
- Stellan Skarsgård in King Arthur, Pirati dei Caraibi - La maledizione del forziere fantasma, Pirati dei Caraibi - Ai confini del mondo, Millennium - Uomini che odiano le donne, Nymphomaniac, In ordine di sparizione, Il traditore tipo, Borg McEnroe, L'uomo che uccise Don Chisciotte, Hope, Dune, Dune - Parte due
- Tchéky Karyo in Nikita, La villa del venerdì, 1492 - La conquista del paradiso, Dobermann, Come un pesce fuor d'acqua, Identità violate, La masseria delle allodole, A Gang Story, Belle & Sebastien, Belle & Sebastien - L'avventura continua, Maria Maddalena
- Brendan Gleeson in In Bruges - La coscienza dell'assassino, Green Zone, Albert Nobbs, The Raven, Lettere da Berlino, Codice criminale, Appuntamento al parco, Frankie, Macbeth, Gli spiriti dell'isola
- Michael Douglas ne La rivolta delle ex, Mai così vicini, The Reach - Caccia all'uomo, Ant-Man, Codice Unlocked, Ant-Man and the Wasp, Animal World, Avengers: Endgame, Ant-Man and the Wasp: Quantumania
- Ian McShane in 9 vite da donna, Il risveglio delle tenebre, Case 39, Il cacciatore di giganti, John Wick, John Wick - Capitolo 2, John Wick 3 - Parabellum, Deadwood - Il film, John Wick 4, Ballerina
- Mel Gibson in Favole, Chi ha ucciso l'auto elettrica?, Il professore e il pazzo, Boss Level, Omicidio a Los Angeles, Father Stu, On the Line, Bomb Squad
- Chuck Norris ne La vendetta di Logan, Sons of Thunder, Palle al balzo - Dodgeball, The Cutter - Il trafficante di diamanti, Bells of Innocence, Walker Texas Ranger - Processo infuocato, I mercenari 2
- Peter Mullan in Piccoli omicidi tra amici, My Name Is Joe, Young Adam, I figli degli uomini, War Horse, Hostiles - Ostili, The Hanging Sun - Sole di mezzanotte
- Jeff Bridges in The Door in the Floor, Star System - Se non ci sei non esisti, Tron: Legacy, Il Grinta, R.I.P.D. - Poliziotti dall'aldilà, Fire Squad - Incubo di fuoco, Tron: Ares
- Ed Harris ne Il cuore nero di Paris Trout, The Rock, La macchia umana, Cleaner, Game Change, Pain & Gain - Muscoli e denaro, The Face of Love
- Harvey Keitel ne Il cattivo tenente, A torto o a ragione, Crime Spree - In fuga da Chicago, Il mercante di pietre, Youth - La giovinezza, The Irishman
- Chris Cooper in Io, me & Irene, Remember Me, The Town, The Amazing Spider-Man 2 - Il potere di Electro, Demolition - Amare e vivere, Lo strangolatore di Boston
- Daniel Auteuil in Romuald & Juliette, Piccoli tradimenti, Incontri d'amore, L'ultima missione, In nome di mia figlia
- Ciarán Hinds in December Bride, Cash - Fate il vostro gioco, La talpa, John Carter, Justice League
- Tommy Lee Jones in Nella valle di Elah, L'occhio del ciclone - In the Electric Mist, The Company Men, È solo l'inizio, C'era una truffa a Hollywood
- Al Pacino in The Son of No One, Manglehorn, Conspiracy - La cospirazione, La memoria dell'assassino, Modì - Tre giorni sulle ali della follia
- Keith Carradine in Un amore perfetto o quasi, Stati di alterazione progressiva, Congiure parallele, Cool Feet - Piedi freddi
- Bruce Greenwood in Déjà vu - Corsa contro il tempo, Il mistero delle pagine perdute, La versione di Barney, Good Kill
- Geoffrey Rush ne La migliore offerta, Gods of Egypt, Final Portrait - L'arte di essere amici, Storm Boy - Il ragazzo che sapeva volare
- Tom Berenger in Addio vecchio West, Un amore passeggero, Trappola esplosiva, Cutaway
- Jeremy Irons ne L'anitra selvatica, Being Julia - La diva Julia, Eragon, Inland Empire - L'impero della mente
- Rutger Hauer in File - Programma mortale, Final Impact, Il rito, Valerian e la città dei mille pianeti
- William Hurt ne La peste, Smoke, A History of Violence, Into the Wild - Nelle terre selvagge
- Bruno Ganz ne La caduta - Gli ultimi giorni di Hitler, Un'altra giovinezza, La banda Baader Meinhof, The Counselor - Il procuratore
- Scott Glenn ne Il giardino delle vergini suicide, Il coraggio della verità, Un anno da ricordare, Il labirinto del Grizzly
- James Woods in This Girl's Life, Shark - Giustizia a tutti i costi, Too Big to Fail - Il crollo dei giganti
- Craig T. Nelson in Blades of Glory - Due pattini per la gloria, Ricatto d'amore, Duri si diventa
- Jean Reno in Hotel Rwanda, Vento di primavera, Il tuo ultimo sguardo
- Malcolm McDowell in Flippaut, Il bacio della pantera, Il ritorno di Kenshiro
- Harvey Fierstein in Mrs. Doubtfire - Mammo per sempre, Pallottole su Broadway, Independence Day
- Jeffrey Jones ne La seduzione del male, Heartbreakers - Vizio di famiglia, Il dottor Dolittle 2
- Jeff Daniels in Al diavolo il paradiso, Traitor - Sospetto tradimento
- Dennis Hopper in Ticker - Esplosione finale, Inside Gola Profonda
- James Caan in The Specialist, The Program
- Gérard Darmon in Gaspard e Robinson, Asterix e Obelix - Missione Cleopatra
- Bruce McGill in Animal House, Sguardo nel vuoto
- Peter Coyote in Kika - Un corpo in prestito, Shadow of Fear
- Ving Rhames ne Il bacio della morte, Undisputed
- Clive Russell in Lezione ventuno, Wolfman
- Lance Henriksen in Alien³, Screamers 2 - L'evoluzione
- Kris Kristofferson ne L'incredibile storia di Winter il delfino, L'incredibile storia di Winter il delfino 2
- Will Patton in Fuori in 60 secondi, Horizon: An American Saga
- Spencer Tracy in Dottor Jekyll e Mr. Hyde (ridoppiaggio)
- Marco Gelardini ne L'insegnante al mare con tutta la classe
- Leo Rossi ne Il signore della morte
- Micha Bergese in In compagnia dei lupi
- John Patrick Reger in Hot Dog... The Movie
- Henryk Baranowski in Decalogo 1
- Thierry Lhermitte in Ultima estate a Tangeri
- Jean-Louis Rolland in Once More - Ancora
- Michael McShane in Robin Hood - Principe dei ladri
- Robert Davi in Cristoforo Colombo - La scoperta
- Charles S. Dutton ne Il distinto gentiluomo
- Mick Jagger in Freejack - In fuga nel futuro
- Chelcie Ross in Richie Rich - Il più ricco del mondo
- Joe Morton in Speed
- John Saxon in Beverly Hills Cop III - Un piedipiatti a Beverly Hills III
- Victor Slezak ne I ponti di Madison County
- Joe Piscopo in Bambine, sentite chi parla!
- Nick Mancuso ne La legge dell'inganno
- Fred Ward in Reazione a catena
- Kevin Conway in Riccardo III - Un uomo, un re
- Gabriel Byrne ne Il senso di Smilla per la neve
- Andrea Divoff in Wishmaster - Il signore dei desideri
- Michael Sarrazin ne Il pacificatore
- Ron Carey in Killer per caso
- Ice-T in Pistole sporche
- Bo Svenson in Speed 2 - Senza limiti
- Martin Sheen in Codice criminale
- Tom Berenger in Trappola esplosiva
- Takeshi Kitano in Tabù - Gohatto
- Dolph Lundgren in Nell'occhio del ciclone
- Peter Firth in Chill Factor - Pericolo imminente
- Cliff Gorman in Ghost Dog - Il codice del samurai
- John Malkovich ne Il tempo ritrovato
- Bruce Payne in Dungeons & Dragons - Che il gioco abbia inizio
- Michael Ironside ne La sottile linea della morte
- Ian Holm ne I vestiti nuovi dell'imperatore
- Kelsey Grammer in 15 minuti - Follia omicida a New York
- Mickey Rourke in Invasion
- Michael Shamus Wiles in Rock Star
- Brian Thompson in The Order
- Erick Avari in Planet of the Apes - Il pianeta delle scimmie
- Lee Majors in Out Cold
- Treat Williams ne La stanza chiusa
- Klaus Maria Brandauer in Cuori estranei
- Richard Marner in Al vertice della tensione
- Iggy Pop in Coffee and Cigarettes
- Sid Haig ne La casa dei 1000 corpi
- Jerzy Radziwilowicz in Storia di Marie e Julien
- Eugene Levy in A Mighty Wind - Amici per la musica
- Nick Nolte in Beautiful Country
- Stuart Wilson in Nine Lives
- Roy Scheider ne Lo squalo (ridoppiaggio)
- Gábor Máté in Senza destino
- Ian McNeice in Guida galattica per autostoppisti
- Chiwetel Ejiofor in Doppia ipotesi per un delitto
- Chia-Liang Liu in Seven Swords
- Eamonn Walker in Lord of War
- Frank Langella in Superman Returns
- Richard Berry in Una top model nel mio letto
- Peter Frechette in Inside Man
- Pascal Greggory ne La voltapagine
- Vernon Dobtcheff in Ti va di pagare?
- Sergi López ne Il labirinto del Fauno
- Sami Frey ne Il regista di matrimoni
- Steven Seagal in Mercenary for Justice
- Jacques Gamblin in Triplice inganno
- Helge Schneider in Mein Führer - La veramente vera verità su Adolf Hitler
- Max Cullen ne I ragazzi di dicembre
- John Ashton in Gone Baby Gone
- François Morel ne L'ora zero
- Jonathan Hyde in The Contract
- Patrick Lyster ne Il colore della libertà - Goodbye Bafana
- David Bamber in Operazione Valchiria
- Eli Danker in Homeland Security
- Tadanobu Asano in Lupin III - Il film
- Jeff Daniels in Traitor - Sospetto tradimento
- Brian Kerwin in 27 volte in bianco
- Mitch Pileggi in Flash of Genius
- Shirō Itō in Lupin III - La strategia psicocinetica
- Johnny Hallyday in Vendicami
- Jean-Marie Bigard ne Il missionario
- Niels Arestrup ne Il profeta
- Denholm Elliott ne I predatori dell'arca perduta (ridoppiaggio)
- Hank Azaria in Una notte al museo 2 - La fuga
- John Boylan in Land of the Lost
- Shō Kosugi in Ninja Assassin
- Elias Koteas in Shutter Island
- James Remar in Red
- Jean-Pierre Darroussin ne Le nevi del Kilimangiaro
- Shea Whigham in This Must Be the Place
- Peter Stormare in Dylan Dog - Il film
- André Wilms in Miracolo a Le Havre
- James Woods in Too Big to Fail - Il crollo dei giganti
- William Lucking in Contraband
- Price Carson in The Master
- Tomas Arana ne Il cavaliere oscuro - Il ritorno
- William Fichtner in The Lone Ranger
- Glenn Corbett ne Il piccione morto in Beethoven Strasse
- Bryan Cranston in Power Rangers
- Barton MacLane in L'assalto al Kansas Pacific
- John Wayne in L'isola nel cielo (ridoppiaggio)
- Timothy Spall in Cattiverie a domicilio
- Voce narrante ne I guardiani del giorno, L'urlo del drago, Albakiara - Il film
- Anthony Hopkins in Freud - L'ultima analisi
- Nick Chinlund in Bad Girls
- Haluk Bilginer in Maria

### Film d'animazione
- Ispettore Zenigata in Lupin III - Viaggio nel pericolo, Lupin III - Spada Zantetsu, infuocati! (primo doppiaggio), Lupin e le profezie di Nostradamus (primo doppiaggio), Lupin III - All'inseguimento del tesoro di Harimao, Lupin III - Trappola mortale, Lupin III - Il segreto del Diamante Penombra, Lupin III - Walther P38, Lupin III - Tokyo Crisis: Memories of Blaze (primo doppiaggio), Lupin III - L'amore da capo: Fujiko's Unlucky Days, Lupin III - 1$ Money Wars, Lupin III - Alcatraz Connection, Lupin III - Il ritorno del mago, Lupin III - Episodio: 0, Lupin III - Un diamante per sempre, Lupin III - Tutti i tesori del mondo, Lupin III - Le tattiche degli angeli, Lupin III - La lacrima della Dea, Lupin III - La pietra della saggezza (ridoppiaggio 2007), Lupin III - Il castello di Cagliostro (ridoppiaggio 2007), Lupin III - L'elusività della nebbia, Lupin III - Green vs Red, Lupin III - La lampada di Aladino, Lupin III vs Detective Conan, Lupin III - L'ultimo colpo, Lupin III - Il sigillo di sangue, la sirena dell'eternità, Lupin III - La pagina segreta di Marco Polo, Lupin III - La principessa della brezza: La città nascosta nel cielo, Lupin Terzo vs Detective Conan, Lupin III - La lapide di Jigen Daisuke, Lupin III - La partita italiana, Lupin the IIIrd - Ishikawa Goemon getto di sangue, Lupin III - Addio, amico mio, Lupin III - Prigioniero del passato, Lupin III - The First, Lupin III vs. Occhi di gatto
- Sergente in Cars - Motori ruggenti, Cars 2, Cars 3
- Noè in Happy Feet, Happy Feet 2
- Sa'luk in Aladdin e il re dei ladri
- Bagheera ne Il libro della giungla 2
- Toro Barry in Mucche alla riscossa
- Nanny Nano in Shrek terzo
- Hagen in Winx Club - Il segreto del regno perduto
- Conte Dooku in Star Wars: The Clone Wars
- Dio ne L'arca di Noè
- Il Sindaco ne Le avventure del topino Despereaux
- Generale Grawl in Planet 51
- Jack ne Il gatto con gli stivali
- Drago Shenron in Dragon Ball Z - La resurrezione di 'F'
- Chase in Fairy Tail The Movie: Phoenix Priestess
- Prozio in Il ragazzo e l'airone

### Serie televisive
- Terry O'Quinn in Alias, Lost, Hawaii Five-0, 666 Park Avenue, Secrets and Lies, The Blacklist: Redemption, Castle Rock, Emergence, The Walking Dead: The Ones Who Live
- Liam Cunningham ne Il Trono di Spade, Il problema dei 3 corpi
- Bill Bixby ne L'Incredibile Hulk, La morte dell'incredibile Hulk
- Ian McShane ne I pilastri della Terra, American Gods
- James Woods in Shark - Giustizia a tutti i costi, Coma
- Scott Glenn in Daredevil, The Defenders
- John Doman ne I Borgia, Gotham
- Richard Brooks in Law & Order - I due volti della giustizia
- Chuck Norris in Walker Texas Ranger
- Rutger Hauer in Poseidon - Il pericolo è già a bordo
- Peter Stormare in Prison Break
- James Remar in Dexter
- Gabriel Byrne in In Treatment
- Tchéky Karyo in The Missing
- Ed Harris in Westworld - Dove tutto è concesso
- Geoffrey Rush in Genius
- Chris Cooper in Homecoming
- Stanley Kamel in Beverly Hills 90210
- Corey Burton (Cad Bane) in The Book of Boba Fett
- Stellan Skarsgård in Andor
- Mel Gibson in The Continental: Dal mondo di John Wick
- Chazz Palminteri in Modern Family

### Soap opera e telenovelas
- Peter Zimmermann in Julia - La strada per la felicità
- Diego Varzi in Povera Clara
- Roberto Moll in Carmin

### Serie animate
- Ispettore Koichi Zenigata in Lupin the Third - La donna chiamata Fujiko Mine, Lupin III - L'avventura italiana, Lupin III - Ritorno alle origini
- Brad Goodman, James Woods e Artemis (ep. 32x22) ne I Simpson[3]
- Watta Takeo e signor Daimon ne L'invincibile robot Trider G7
- Shoji e Sanshiro in Sampei[4]
- Argento Vivo e Mon-Star in SilverHawks
- Dripple in Tom & Jerry Kids (st. 1)
- Conte Dooku in Star Wars: The Clone Wars
- Obi-Wan Kenobi anziano in Star Wars Rebels
- Hank Pym in What If...?

### Videogiochi
- Sergente in Cars - Motori ruggenti[5] e Cars 2[6]
- Uilleam, il Dodo e Hamish in Alice in Wonderland[7]
- Ispettore Koichi Zenigata ne Le avventure di Lupin III: Lupin la morte, Zenigata l'amore
- Generale Zondag in Chi è PK?[8]

## Direzione del doppiaggio (lista parziale)
- 2010: Rabbit Hole, The Fighter, La versione di Barney, Shutter Island
- 2011: This Must Be the Place, Cappuccetto rosso sangue, Jane Eyre, The Lady - L'amore per la libertà, C'era una volta in Anatolia
- 2012: The Master, Un sapore di ruggine e ossa, Flight
- 2013: Il grande e potente Oz, The Butler - Un maggiordomo alla Casa Bianca, The Wolf of Wall Street
- 2014: Grace di Monaco, Foxcatcher - Una storia americana, The Imitation Game, Le regole del caos, Un piccione seduto su un ramo riflette sull'esistenza, Mommy, Il mio amico Nanuk
- 2015: Youth - La giovinezza, Heart of the Sea - Le origini di Moby Dick, Adaline - L'eterna giovinezza, Carol, Truth - Il prezzo della verità, Mon roi - Il mio re, La foresta dei sogni, Black Mass - L'ultimo gangster
- 2016: Miss Sloane - Giochi di potere, La battaglia di Hacksaw Ridge, Loving - L'amore deve nascere libero, Il GGG - Il grande gigante gentile, La La Land, Florence, Silence, Alice attraverso lo specchio, Moonlight
- 2017: The Big Sick - Il matrimonio si può evitare... l'amore no, Saw Legacy, Tutti i soldi del mondo, The Happy Prince - L'ultimo ritratto di Oscar Wilde, La ragazza dei tulipani, Quello che non so di lei, Sette minuti dopo la mezzanotte, Valerian e la città dei mille pianeti, John Wick - Capitolo 2
- 2018: Boy Erased - Vite cancellate, Se la strada potesse parlare, Soldado, Il tuo ex non muore mai, Vice - L'uomo nell'ombra, Il mistero della casa del tempo
- 2019: I miserabili, Bombshell - La voce dello scandalo, Matthias & Maxime, Anna, Cena con delitto - Knives Out
- 2020: Mank, Il giorno sbagliato, Guida romantica a posti perduti
- 2021: Il potere del cane, Spencer,  Una vita in fuga, Macbeth, Zlatan
- 2024: The Penguin

## Riconoscimenti
- Gran Premio Internazionale del Doppiaggio 2007: premio alla miglior direzione del doppiaggio per The Departed - Il bene e il male[9]
- Gran Premio Internazionale del Doppiaggio 2008: premio del pubblico al miglior doppiatore
- Gran Galà del Doppiaggio - Romics 2014: Premio Ferruccio Amendola
- Voci nell'Ombra 2015: Anello d'Oro per la direzione del doppiaggio di Youth - La giovinezza
- Leggio d'Oro 2015: miglior direzione del doppiaggio per Youth - La giovinezza[2]
- Voci nell'Ombra 2016: II Targa alla Carriera Claudio G. Fava
- Voci nell'Ombra 2019: premio speciale direzione e voce "Voci nellOmbra a Venezia"
- Voci nell'Ombra 2022: Anello d'Oro per la direzione del doppiaggio di Macbeth